# Vergies
Vergies är en kommun i departementet Somme i regionen Hauts-de-France i norra Frankrike. Kommunen ligger i kantonen Oisemont som tillhör arrondissementet Abbeville. År 2022 hade Vergies 178 invånare.

## Befolkningsutveckling
Antalet invånare i kommunen Vergies
| Referens: INSEE |